# Триво Инђић
Триво Инђић (Лушци Паланка, 1938. — Београд, 10. мај 2020) био је српски академик, дипломата и политички саветник који је служио као званични саветник председника Србије за политичка питања, а био је именован од стране Бориса Тадића на ту функцију.

## Биографија
Инђић је рођен у Лушци Паланци код Санског Моста, Краљевина Југославија (данашња Босна и Херцеговина), где постаје сироче током Другог светског рата. После рата, провео је неко време у сиротишту у Сплиту пре него што се преселио у Београд да живи код рођака. Био је дипломирани правник, а магистрирао је и друштвене науке.
Избачен је из Савеза комуниста Југославије након што се укључио у студентске протесте 1968. године и постао члан дисидентске групе Праксис, са Љубомиром Тадићем.
Избачен је са Филозофског факултета Универзитета у Београду 1973. године, заједно са још седам професора (Тадић, Небојша Попов, Загорка Голубовић, Миладин Животић, Драгољуб Мићуновић, Светозар Стојановић и Михаило Марковић).
Инђић је преминуо 10. маја 2020. године у Београду у 82. години живота.

## Каријера
Радио је као социолошки истраживач у Институту за проучавање културног развоја, Институту за међународну политику и економију и Институту за европске студије у Београду. Био је помоћник савезног министра за просвету и културу СР Југославије у периоду од 1992. до 1994. године, а био је и на позицији амбасадора СР Југославије у Шпанији од 2001. до 2004. године.
Објавио је више радова из области социологије, друштвене теорије и међународних односа, као и књиге: Култура и културна политика, Културни живот радничке омладине, Модерна Шпанија, Успон маса, Тржиште за дела визуелне уметности, За ново просветитељство, Балкан – могућности регионалног система безбедности. Био је уредник часописа Видици, Гледишта, Социолошки преглед, Култура и едиције Либертас о политичкој филозофији у издању издавачке куће Филип Вишњић из Београда.
Говорио је више језика: енглески, шпански, руски, италијански и француски. Постао је политички саветник председника Републике Србије 2004. године, а ову функцију је обављао до напуштања функције 2012. године.